# ランガラ・カレッジ
ランガラカレッジ（英語: Langara College）は、カナダ・ブリティッシュコロンビア州・バンクーバーを拠点とする州立大学である。年間約23,000人の生徒が、多様な学科、キャリアプログラム、コーププログラム (Co-operative Education)、語学学習プログラム (STEP, LEAP)、生涯学習プログラムなどを学んでいる。
大学としての豊富なプログラムに加え、都市圏人口210万人の太平洋に面した都市バンクーバーの市街地に位置し、年間を通じた温暖な気候と周りを取り囲む美しい自然、隣接するゴルフコース、近年できた新しい図書館など施設や環境に恵まれていることが学生の志望動機に挙げられる。スポーツチームのランガラ・ファルコンズも強豪として有名。日本の多くの大学とも交換留学などのプログラムを提携している。
語学学習プログラムの充実や留学生への支援体制の強化により、30か国から1,200人もの留学生を擁す。

## 歴史・沿革
- 1965年 - 最初の授業がKing Edward CentreにてVancouver City College（現：Vancouver Community College）として行われる。
- 1970年 - 現在の所在地である100 West 49th Avenueに移転。
- 1994年4月1日 - スペイン人の提督 Juan de Lángaraの名前を取り、ランガラ・カレッジの名称で独立。
- 2007年9月3日 - 旧図書館の西側敷地に建設していた新図書館が落成。
- 2008年5月5日 - 前年の学生投票で決まったU-Passの使用が開始。

## 校訓・教育目標

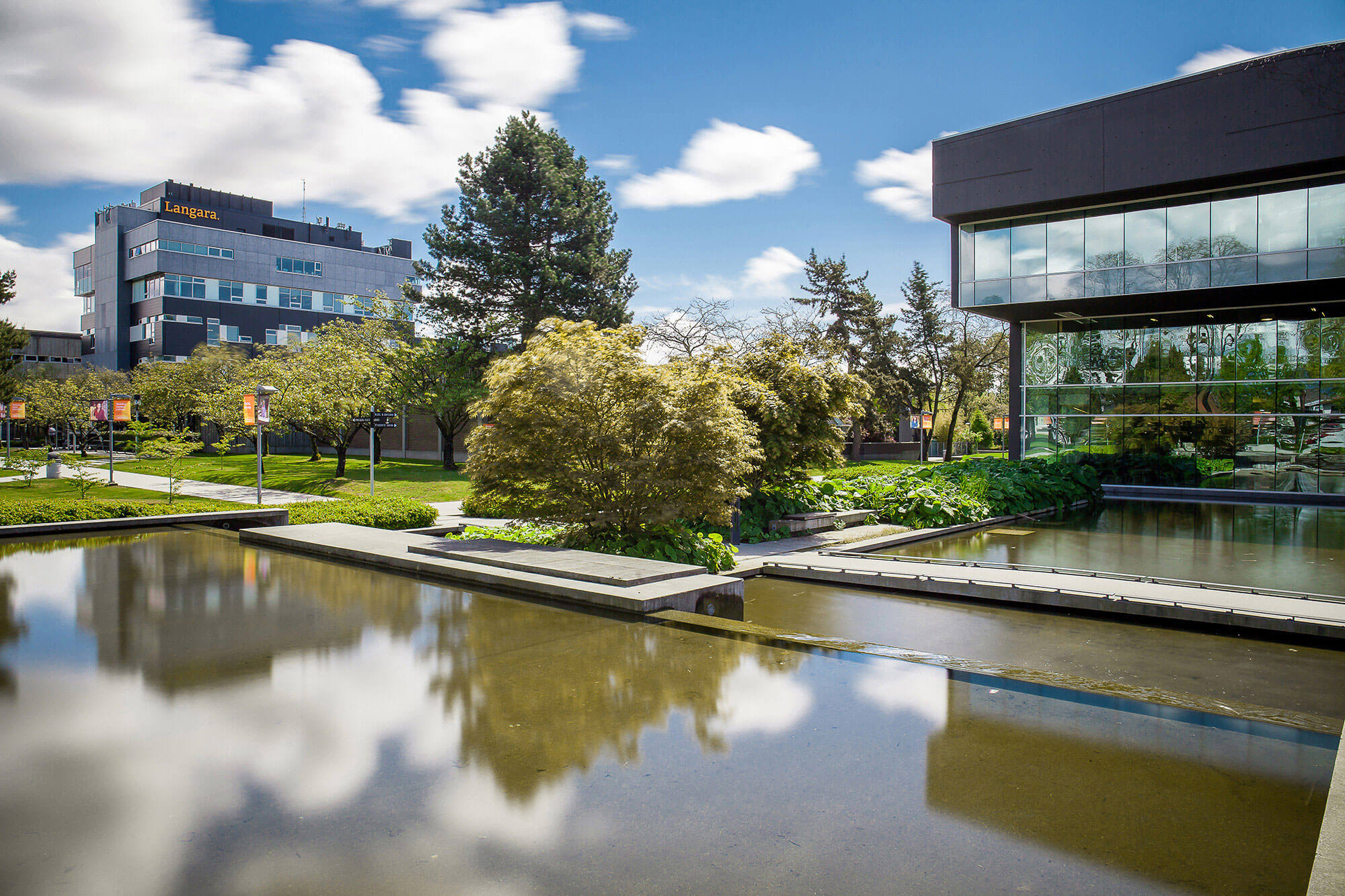
New Library

Freedom Through Knowledge（知識を通しての自由）

## プログラム
ランガラカレッジのプログラム・コースは大きく以下のものに大別される。
- 芸術学
- 経営学・経済学
- 工学
- 人文科学・社会学
- 看護学・医学

## 大学プログラム
ランガラカレッジは北米の大学で一般的な三期制（秋、春、夏）のもとに、学士、準学士、資格書、および北米の他校への推薦へ向けたプログラムを提供し、その60以上の分野や科目を網羅する幅広いプログラムに加え、生徒一人ひとりに学生組合をとおして学習や学費工面のサポートをしている。

## キャリアプログラム
ランガラカレッジでは、経営・経済学、工学、社会学、芸術などの分野でキャリアを築きたい生徒たちに向けて、学士号、準学士号、資格書を取得するための様々なキャリアプログラムを提供している。 ランガラのキャリアプログラムの中には、特定の期間内にプログラムを修了する必要があるものもありますが、プログラムによってはパートタイムや夜間学習にも対応している。

## 生涯学習プログラム
当校の戦略目標は、生徒の個々のニーズを満たす生涯学習の機会を提供することであり、ランガラカレッジの生涯学習プログラムでは、年間を通して700以上のコースと35以上の資格取得のためのプログラムを提供している。 
なお、ランガラの大学入学準備のための語学学習プログラムは、ステップ (STEP/Short Term English Proficiency) およびリープ (LEAP/Langara English for Academic Purposes) があり、これらは Continuing Studies の一部である。

## 学部・学科
ランガラカレッジにおける学部および学科は以下の通りである。日本の大学のように一つの学部に対して入学する方式ではないため、好きな教科を受講して構わない。ほとんどの学科でカナダ人受講者数に対し留学生数を30%未満になるように制限されており、看護学科や演劇学科のように、基本的には留学生の受講を制限しているクラスもある。またクラスは全て四文字の略称アルファベットとクラス独自の数字で表される。例えば英語 (English) の1127というクラスは「ENGL1127」というように表される。
学部・学科名の日本語表記においては、日本語に翻訳できないものが多く、また日本とカナダで解釈の違いが生じる可能性もあるので、日本語として言葉が存在する物、もしくは平易に翻訳できる物のみ日本語表記を併記するものとする。
- Aboriginal Studies学部
  - Aboriginal Studies学科 (ABST)
- Anthropology （人類学部）
  - Anthropology （人類学科） (ANTH)
- Applied Urban and Rural Planning学部
  - Applied Planning学科 (APPL)
- Art History （美術史学部） & Religious Studies （宗教学部）
  - Art History （美術史学科） (AHIS)
  - Religious Studies （宗教学科） (RELS)
- Biology （生物学部）
  - Biology （生物学科） (BIOL)
- Business Management （ビジネス・マネジメント学部）
  - Business Management （ビジネス・マネジメント学科） (BUSM)
  - Business Computer Applications (BCAP)
  - International Business （国際ビジネス学科） (INTB)
- Chemistry （化学部）
  - Chemistry （化学科） (CHEM)
- College and Career Access Program学部
  - College and Career Access Program学科 (CCAP)
- Computer Science （コンピュータサイエンス学部） & Information Systems学部
  - Computer Science （コンピュータサイエンス学科） (CPSC)
  - Computer Information Systems学科 (CISY)
  - Computing Science & Information Systems学科 (CSIS)
- Co-operative Education部
  - Co-operative Education科 (COOP)
- Criminal Justice学部
  - Criminal Justice学科 (CJUS)
  - Criminology （犯罪学科） (CRIM)
- Display + Design （ディスプレイ + デザイン学部）
  - Display + Design （ディスプレイ + デザイン学科） (DDSN)
- Early Childhood Education学部
  - Early Childhood Education学科 (ECED)
- Ecomonics （経済学部）
  - Economics （経済学科） (ECON)
- Education Assistant学部
  - Education Assistant学科 (EDAS)
- English （英語学部）
  - English （英語学科） (ENGL)
  - Communication （コミュニケーション学科） (CMNS)
- Financial Management学部
  - Financial Management学科 (FMGT)
  - Marketing （マーケティング学科） (MARK)
- Fine Arts （美術学部）
  - Fine Arts （美術学科） (FINA)
- Geography （地理学部）
  - Geography （地理学科） (GEOG)
  - Geology （地質学科） (GEOL)
- History （歴史学部）
  - History （歴史学科） (HIST)
- Human Kinetics （生物力学部） and Recreation （レクリエーション学部）
  - Human Kinetics （生物力学科） (HKIN)
  - Human Performance学科 (HMPF)
  - Physical Education （体育学科） (PHED)
  - Recreation （レクリエーション学科） (RECR)
- Interdisciplinary Studies学部 （学際研究学部）
  - Canadian Studies （カナダ学科） (CNST)
  - Classical Studies （西洋古典学科） (CLST)
  - Environmental Studies （環境学科） (ENVS)
  - Family Studies （家族学科） (FMST)
  - Latin American Studies （ラテンアメリカ学科） (LAMS)
  - Peace and Conflict Studies （平和学科） (PCCN)
  - Women's Studies （女性学科） (WMST)
- Journalism （ジャーナリズム学科） (JOUR)
- Journalism （ジャーナリズム学部）
  - Journalism （ジャーナリズム学科） (JOUR)
- Library （図書館情報学部） & Information Technology （情報工学部）
  - Library （図書館情報学科） (LIBR)
- Mathematics （数学部）・Statistics （統計学部）
  - Mathematics （数学科） (MATH)
  - Statistics （統計学科） (STAT)
- Modern Languages学部
  - Chinese （中国語学科） (CHIN)
  - French （フランス語学科） (FREN)
  - Japanese （日本語学科） (JAPN)
  - Spanish （スペイン語学科） (SPAN)
- Nursing （看護学部）
  - Nursing （看護学科） (NURS)
- Nutrition & Food Service Management学部
  - en:Food Services学科 (FSRV)
- Pacific Rim Studies （環太平洋学部）
  - Pacific Rim （環太平洋学科） (PACR)
    - 注：日本語に直訳すると「環太平洋学」ではあるが、「Pacific Rim」とは太平洋西岸 （東アジア・東南アジア・オセアニア）を指す言葉であり、さらに実際にランガラ・カレッジにて扱うのはアジア地域のみである。
- Philosophy （哲学部）
  - Philosophy （哲学科） (PHIL)
- Physics （物理学部）
  - Physics （物理学科） (PHYS)
- Political Science （政治学部）
  - Political Science （政治学科） (POLI)
- Professional Photo-Imaging学部 (PHOT)
  - Professional Photography学科
- Psychology （心理学部）
  - Psychology （心理学科） (PSYC)
- Publishing （出版学部）
  - Publishing （出版学科） (PUBL)
- Social Service Worker学部
  - Social Service Worker学科 (SSRV)
- Sociology （社会学部）
  - Sociology （社会学科） (SOCI)
- Theatre Arts （演劇学部） (Studio 58)
  - Theatre Arts （演劇学科） (THEA)
  - Film Arts学部
    - Film Arts学科 (FLMA)

## Continuing Studies （生涯学習）
- Continuing Studies （生涯学習）は一学部として存在するが、編入学および卒業の単位にはならないという特性があり、また開講されるクラスも非常に多いため、学部・学科の節とは別に表記する。
  - Business
    - Business Development Group
      - Professional Sales
      - Small Business Management & Ownership Certificate

    - Business Management Programs
      - General Business Certificate
      - Justice Institute of BC Associate Certificate In Workplace Conflict
      - Supervisory Skills Certificate

    - Certified General Accountants (CGA) Programs
      - Professional Accounting Certificate
      - Level 4 CGA Courses

    - CMA National Entrance Exam Preparation
    - Professional Bookkeeper Certificate Program
    - Insurance & Securities Licensing Preparation Programs
    - Personal Investing & Financial Management
      - Personal Investments: Introductory Series
      - Stock Market Investment Series
      - Successful Retirement Planning

    - Industry-Specific Training Programs
      - Airline & Travel Service Agent Certificate Program
        - Airport Check-In Agent Stream
        - Travel & Tourism Stream

      - Retail Foundation Certificate
      - Retail PEAK Program

    - Project Management Professional Programs
    - Real Estate
      - Property Management Certificate
      - UBC/Appraisal Institute Courses
      - Social Housing Management
      - Workshops and Short Courses
      - Real Estate License Tutorials

    - Training for Trainers Series

  - Computer Technology
    - .Net Solution Developer Certificate
    - 3D Animator Certificate
    - Computer Skills for the Office
    - Corporate FastTrack Training
      - Microsoft Office FastTrack Series
      - Web Publisher Series

    - Database Developer Certificate Program
    - Home & Home Office Computing
    - Information and Computer Security Certificate (Pending)
    - Macintosh Series
    - Web Developer Certificate
    - Web Publisher Certificate

  - Creative & Applied Arts
    - Applied Arts
      - Advertising & Graphic Design Certificate Program
      - Electronic Media Design Program
      - Electronic Music Production (Full-Time)
      - Electronic Music Production Program (Part-Time)
      - Photography Certificate Program

    - Creative Arts
      - Creative Writing
        - Beginning and Novice Writers
        - Intermediate and Advanced Writers
        - Special Themes and Genres

      - Cultural Studies
        - Music

      - Performing Arts
        - Comedy
        - Studio 58

      - Visual and Applied Arts
        - Art History
        - Drawing
        - Painting

    - Digital Film Production Certificate
    - Documentary Production Certificate
    - Educational Travel Tours
    - Public Relations Certificate

  - Health & Human Services
    - Community Brain Injury Services Certificate Program
    - Community Development Programs
    - Family Enrichment
    - Healthcare/Professional Development
    - Environmental Stewardship
    - Sports Science & Fitness

  - Holistic Health Studies
    - Complementary - Self Care Skills
    - Integrative Practices
    - Cranial Sacral Therapy Certificate Program
    - Complementary - Integrative Programs
    - Shiatsu Therapy Certificate Program
    - Integrative Energy Healing Practitioner Certificate
    - Integrative Energy Healing Post-Graduate Program

  - Language Skills
    - Langara English Proficiency Program (LEPP)
      - Essential English Skills
      - Expanded English Skills
      - Langara English for Academic Purposes (LEAP)
      - Mandarin Education for Adults
      - Mandarin Education for Children
      - Modern Languages
        - Cantonese （広東語）
        - Cantonese for Mandarin Speakers （北京語話者のための広東語）
        - Czech （チェコ語）
        - French （フランス語）
        - German （ドイツ語）
        - Italian （イタリア語）
        - Japanese （日本語）
        - Korean （韓国語）
        - Portuguese （ポルトガル語）
        - Spanish （スペイン語）
        - Thai （タイ語）

      - Short Term English Proficiency (STEP) Program

## 施設・校舎
基本的に以下の建物からなる。
- Aビルディング
- Bビルディング
- Cビルディング
- 図書館
- 学生組合ビルディング(Students' Union Building)
- Tビルディング

なお図書館の中にはライティング・センター(Writing Centre)があり、大学の学生であれば無料でレポート、英作文などの書き方のレッスンを受けることができる（ただし、文法の間違いなどは指摘されず、あくまでも「アカデミックな」英作文を書くための技術を教わる施設である）。学内のいたるところにコンピュータ・ラボがあり、生徒番号とパスワードでログインしてパソコンを使うことが出来る。
2016年9月には新たに図書館の北にTビルディングが完成した。主に理系のクラスに使われており、化学、生物学等のラボもこの校舎に移された。

## 学期制
三期制
- 秋学期（Fall Semester/9月から12月）
- 春学期（Spring Semester/1月から4月）
- 夏学期（Summer Semester/5月から8月）

の三つで構成され、それぞれの学期は西暦と10、20、30の数字を組み合わせた6桁の数字で表される。例えば2007年春学期は「200710」、2007年夏学期は「200720」、2007年秋学期は「200730」となる。
なお夏学期には開講される授業が少ないので注意を要する。また、2倍の頻度で講義があり、半分の期間で行われる講座もいくつかあり、帰省などの目的で2か月間の夏休みを希望する留学生に人気がある。　

## 学生組合
ランガラ・スチューデント・ユニオン (The Langara Students' Union/LSU) が独立した組合として存在し、スチューデント・ユニオン・ビルディング (Students' Union Building) の中にオフィスを構える。留学生に対する税金還付の手続きなどにも対応する。

## Studio 58
Studio 58はランガラカレッジによる俳優や製作スタッフのための演劇トレーニングプログラムである。2006年にはカナダで5本の指に入る演劇学校としてランク付けされていて入学も極めて困難である。カナダ全土で数百人の応募者に対し、学期ごとに受講できるのは16人のみ。 学校には、3年間の演技プログラムと2年間の製作プログラムを合わせて約72人の学生が在籍。 このプログラムは現在、芸術監督のキャサリン・ショウにより運営されている。

## IEVP
インターナショナル・エデュケーション・ボランティア・プログラム (International Education Volunteer Program/IEVP) では、インターナショナル・エデュケーション・オフィス (International Education Office/IE Office) が留学生を二十名程度募り、学内及び学外ボランティア活動に従事する。学内においては、しばしば開かれるイベントの会場作り、新入生のキャンパス案内、新聞作りなどをする。学外においては、生徒がスポーツ、食事などのイベントを企画する。
ボランティアには各自、背中側に「International Education Volunteer Program」のロゴの入った濃青のTシャツが支給され、キャンパス内にてしばしばその姿を見かけることがある。

## スポーツプログラム
ランガラ・ファルコンズというスポーツチームを有する。ランガラカレッジの大学間スポーツプログラムは、カナダでもトップクラスのスポーツプログラムである。 ランガラは、以前はブリティッシュ・コロンビア大学スポーツ協会 (BCCAA)、カナダ大学スポーツ協会 (CCAA) として知られていた太平洋西岸運動会 (PACWEST) のメンバーである。 ランガラ・カレッジは、1974年から1999年まで、CCAAの運動能力向上のためのプログラムにおいて、総合準優勝を獲得。

## 学内新聞
学内では以下の三つの新聞が発行されている。
- The Voice - ジャーナリズムの学生が発行。
- The Gleaner
- International etc. - IEVPの学生が発行。

## 交通
2009年に開通したカナダラインのランガラ・49th駅から徒歩5分。
バス通学も便利で学校の目の前にバス停 (West 49th Avenue and Manitoba Street) から、トランスリンクが運営する49番のバスが、UBC - ダンバー・ループ (Dunbar Loop) - Granville Street - ランガラ・カレッジ - メトロタウン駅を結んでいる。なお全ての便がUBCからメトロタウンの全区間を通るわけではなく、土曜・日曜・祝日の全便および平日の何便かはダンバー・ループもしくはGranville Streetを始点および終点とする。その場合、ランガラとUBCの間を行き来するには、ダンバー・ループにて49番と41番を乗り継ぐか、West 49th Avenue and Granville Streetにて49番と480番を乗り継ぐ必要がある。
なお、UBC側から順に49番のバスに接続する交通機関は以下の通りである。
- UBCにて
  - 4番バス
  - 9番バス
  - 17番バス
  - 25番バス
  - 41番バス
  - 43番特急バス
  - 44番特急バス （平日のみ）
  - 84番バス
  - 99 B-Line特急バス
  - 258番バス （UBCが冬学期の間のみ）
  - 480番バス
  - C20番バス
  - C22番バス
  - N17番夜行バス
- Wesbrook Mall and West 16th Avenueにて
  - 25番バス
- ダンバー・ループにて（UBCからダンバー・ループまでは41・43・480番と同一路線）
  - 7番バス
  - 22番バス
  - 32番バス
  - 41番バス
  - 43番バス
  - 480番バス
  - N22番夜行バス
- West 49th Avenue and West Boulevardにて
  - 16番バス
- West 49th Avenue and Granville Streetにて
  - 10番バス
  - 98 B-Line特急バス
  - 311番バス （北行き降車および南行き乗車のみ）
  - 351番バス （北行き降車および南行き乗車のみ）
  - 352番バス （北行き降車および南行き乗車のみ）
  - 354番バス （北行き降車および南行き乗車のみ）
  - 480番バス
  - 490番バス
  - 491番バス
  - 496番バス
  - 601番バス （北行き降車および南行き乗車のみ）
  - 602番バス （北行き降車および南行き乗車のみ）
  - 603番バス （北行き降車および南行き乗車のみ）
  - 604番バス （北行き降車および南行き乗車のみ）
  - N10番夜行バス
- West 49th Avenue and Oak Streetにて
  - 17番バス
  - 488番バス （北行き降車および南行き乗車のみ）
  - 492番バス （北行き降車および南行き乗車のみ）
- West 49th Avenue and Cambie Streetにて（ただしランガラまで東へ徒歩数百メートル）
  - 15番バス
  - N15番バス
- East 49th Avenue and Main Streetにて（ただしランガラまで西へ徒歩数百メートル）
  - 3番バス
- East 49th Avenue and Fraser Streetにて
  - 8番バス
  - N8番夜行バス
- East 49th Avenue and Knight Streetにて
  - 22番バス
  - 430番バス（終点メトロタウン駅まで同一路線）
- East 49th Avenue and Victoria Driveにて
  - 20番バス
  - N20番夜行バス
- East 49th Avenue and Elliot Streetにて
  - 29番バス
- East 49th Avenue and Kerr Streetにて
  - 26番バス（29th Avenue駅方面およびKerr Street and East 54th Avenue以南）
- East 49th Avenue and Tyne Streetにて
  - 26番バス（Joyce Station方面）
- East 49th Avenue および Imperial Street and Boundary Road（Boundary Roadはその名の通りバンクーバーとバーナビーの市境界線を作る道路。ここでバンクーバー側のEast 49th Avenueがバーナビー側のImperial Streetに名前を変える）にて
  - 26番バス（Imperial Street以南方面）
- Imperial Street and Patterson Avenueにて
  - C6番バス
  - C7番バス
- メトロタウン駅にて
  - スカイトレインエキスポライン
  - スカイトレインミレニアムライン
  - 19番バス
  - 106番バス
  - 110番バス
  - 112番バス
  - 116番バス
  - 129番バス
  - 130番バス
  - 430番バス
  - C6番バス
  - C7番バス